# 杨达赖
杨达赖（？—），男，蒙古族，中华人民共和国政治人物，曾任内蒙古自治区人民政府秘书长，内蒙古自治区高级人民法院院长。